# Astara (Azerbeidzjan)
Astara is een stad in Azerbeidzjan en is de hoofdplaats van het district Astara. De stad telt 16.800 inwoners (01-01-2012).
Astara is de zuidelijkste stad van Azerbeidzjan, en ligt aan de Kaspische Zee en aan de grens van Iran. Aan de overkant van de grensrivier Astara Chay ligt de gelijknamige Iraanse stad Astara. Deze twee plaatsen werden van elkaar gescheiden als gevolg van het Verdrag van Gulistan in 1813.